# Borovo (Kriva Palanka)
Borovo (macedónul: Борово) település Észak-Macedóniában, a Északkeleti körzetben, Kriva Palanka községben.

## Népesség
| Lakosok száma | 314  | 349  | 313  | 268  | 218  | 119  | 111  | 87   | 21   |
|               | 1948 | 1953 | 1961 | 1971 | 1981 | 1991 | 1994 | 2002 | 2021 |

- 2002-ben 87 lakosa volt, akik mindannyian macedónok.